# 揚尼斯·斯特雷爾涅克斯
揚尼斯·斯特雷爾涅克斯（1989年9月1日—），拉脫維亞籃球運動員，現在效力於德國球隊布羅斯籃球俱樂部。他也代表拉脫維亞國家男子籃球隊參賽。